# Vas, Radlje ob Dravi
Vas je naselje v Občini Radlje ob Dravi blizu meje z Avstrijo. Na zemljišču kmetije Herk se nahajajo Herkove jame (Herkove pečine), v katerih so našli kamenodobno orodje in kosti jamskega medveda ter številnih drugih pleistocenskih živali.